# Brindleyite
La brindleyite è un minerale.